# رافاييل ماسيدو دي لا كونشا
رافاييل ماسيدو دي لا كونشا (بالإسبانية: Rafael Macedo de la Concha)‏ هو محامي مكسيكي، ولد في 6 مايو 1950 في مدينة مكسيكو في المكسيك.